# Kiss me
Kiss me (en Hispanoamérica: Bésame) es una película estadounidense de género romántico y dramático. Está protagonizada por Emily Osment y Sarah Bolger. Y está dirigida por Jeff Probst.

## Argumento
Dos jovencitas de 15 años de edad, Shelby y Zoe (Emily Osment y Sarah Bolger) Zoe es rebelde y curiosa, es diagnosticada con Escoliosis y tiene que llevar un soporte en la cintura por algunos años lo cual le produce problemas en su vida. Zoe se siente atraída por un hombre mayor, el fotógrafo Chance (John Corbett). Shelby es bonita y agradable, tiene problemas en casa, su padre es alcohólico y la golpea a ella y a su madre. Shelby y Zoe se llegan a conocer y van a la escuela, a través de los dolores físicos y emocionales que crecen en su juventud, ponen a prueba los límites de su relación y forjan una amistad que cambiará sus vidas para siempre.

## Reparto
- Emily Osment como Shelby.
- Sarah Bolger como Zoe.
- Missi Pyle como Pam.
- Jenna Fischer como Vera.
- John Corbett como Chance.
- Jes Macallan como Erica.
- Rita Wilson como Edith.
- Steven Weber como Arthur.
- Currie Graham como Dr. Craig.
- Davenia McFadden como Enfermera Sylvie.

## Producción

### Elenco
El 9 de febrero de 2012 se confirmó que Jenna Fischer, Rita Wilson, Steven Weber, Davenia McFadden y John Corbett se unieron al elenco. Y la actriz irlandesa Sarah Bolger y Emily Osment con los personajes principales de la película.

### Rodaje
La película fue rodada en Los Ángeles a principios de febrero de 2012.